# Wanderlust (désir de voyager)

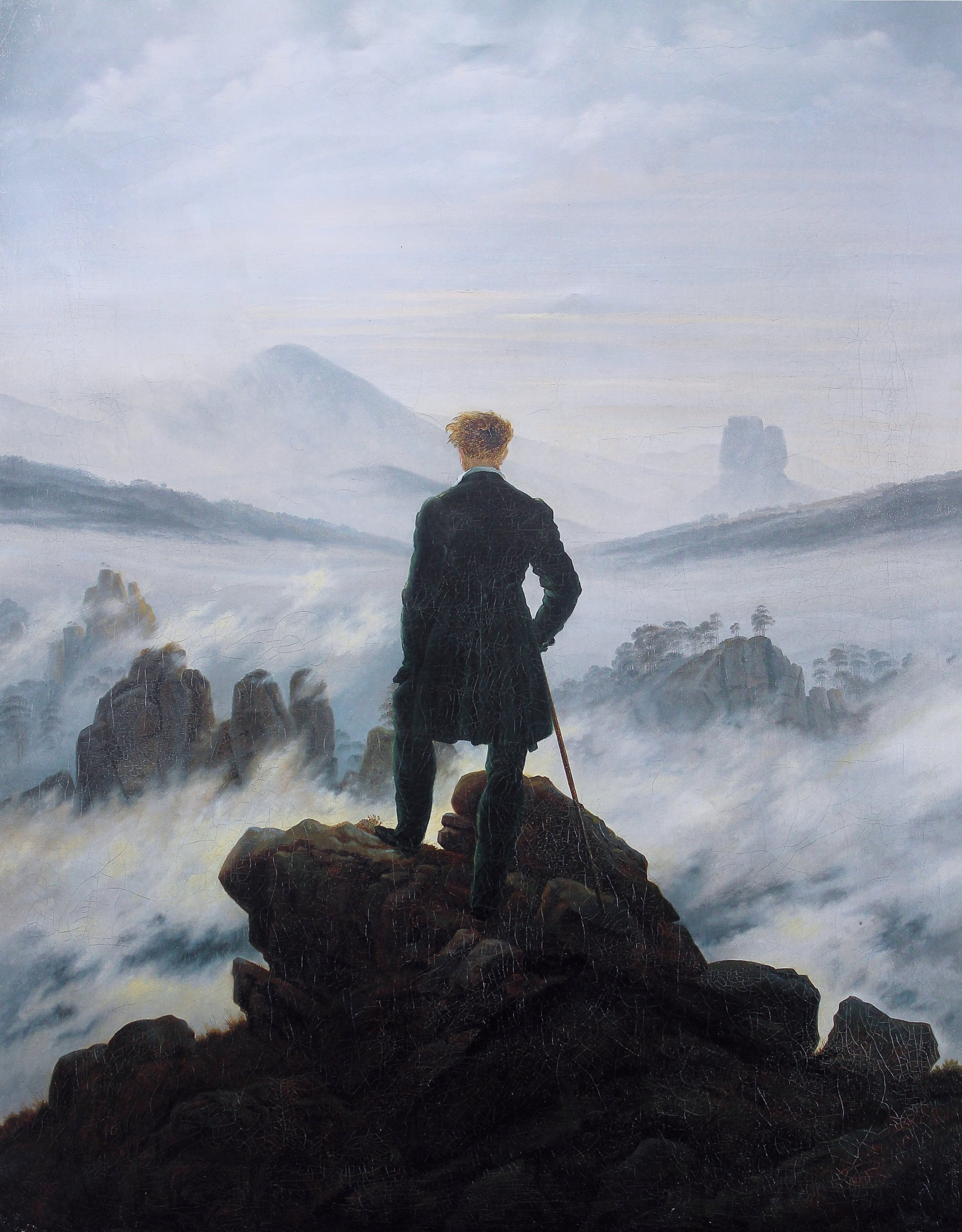
Le Voyageur contemplant une mer de nuages, par Caspar David Friedrich.

Pour les articles homonymes, voir Wanderlust (homonymie).
 (avril 2017).
Si vous disposez d'ouvrages ou d'articles de référence ou si vous connaissez des sites web de qualité traitant du thème abordé ici, merci de compléter l'article en donnant les références utiles à sa vérifiabilité et en les liant à la section « Notes et références ».
Wanderlust [ˈvændəˌlʊst] est un terme allemand qui désigne l'envie (Lust) de flâner, de randonner (wandern), soit l'envie de voyager, de découvrir le monde. Ce concept forme l'un des thèmes majeurs du romantisme allemand, en particulier dans la littérature à partir de Goethe et du Grand Tour mais aussi dans le domaine de la musique avec des œuvres comme la Fantaisie Wanderer de Schubert et de la peinture avec Le Voyageur contemplant une mer de nuages de Caspar David Friedrich.

## Signification

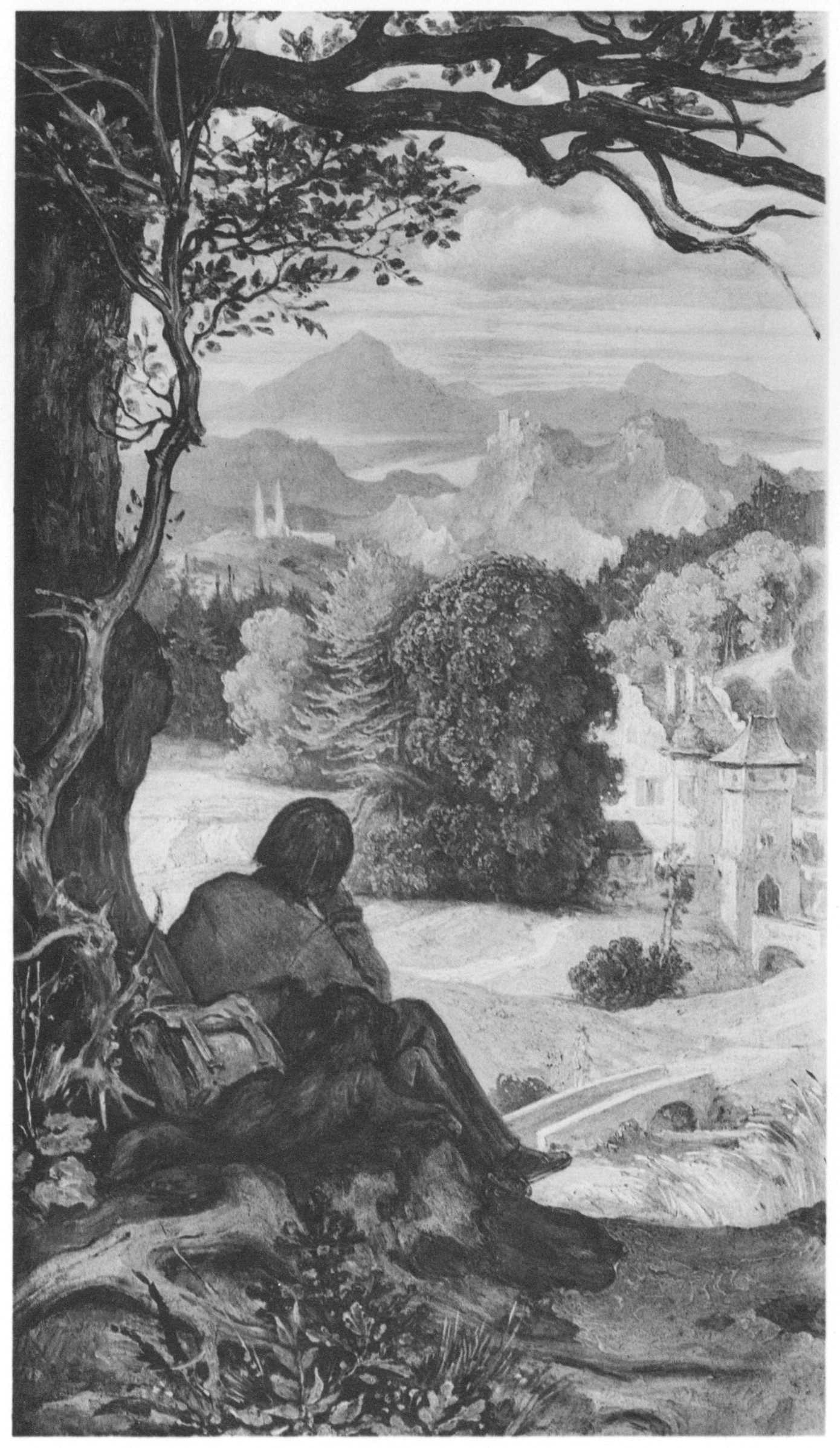
Moritz von Schwind, Auf der Wanderschaft (« Sur l'errance »).

Le Wanderlust signifie l'envie d'ailleurs, de dépasser son propre monde, de chercher autre chose : une envie d'exotisme, de découverte, de voyage. Il s'agit d'un ennui du quotidien, de la routine, et d'une quête de nouveauté, de surprises, de découvertes.
Robert E. Park voit dans le Wanderlust un refus des conventions sociales,,. Pour Alain Montandon, le concept correspond à « l'appel des lointains, de ce qu'il y a au-delà du monde présent et réel, et ce vagabondage esthétique prend l'allure d'une fuite du monde dans l'espoir d'une compensation ».

## Autres acceptions
Le mot a été introduit tel quel en anglais, wanderlust, avec le même sens qu'en allemand. Il est également devenu un terme hipster, à la mode, repris par Hollywood dans le film Wanderlust.